# Endlich Deutsch!
Endlich Deutsch! ist eine deutsche Mockumentary-Fernsehserie, die im Oktober 2014 im WDR Fernsehen ausgestrahlt wurde. Regie führte Lutz Heineking. Die Serie befasst sich mit dem Thema Integration und wurde 2015 für den Grimme-Preis nominiert.

## Handlung
Im Fokus stehen sechs Migranten aus verschiedenen Ländern, die einen Einbürgerungskurs belegen. Begleitet werden sie dabei vom 1-Live-Moderator Andreas Bursche. Die 4-teilige Mockumentary entwickelt sich fortwährend durch provokante Aktionen seitens der äußerst schrägen Charaktere und deren Klischees.

## Hintergrund
Die Filmproduktionsfirma eitelsonnenschein wurde in der ehemaligen Zuckerwarenfabrik Richard Edel gegründet. Chefs sind die beiden Enkel des Gründers Lutz Heineking und Hans Peter Heineking. Seitdem werden dort unzählige Werbe- und Kurzfilme produziert. Nach den Kurzfilmen Die Bewerber und Spendensucht entstand die Idee für die Mockumentary Endlich Deutsch! In Zusammenarbeit mit den Autoren Sebastian Züger und Klaus Frings sowie dem Produzenten Marco Gilles konnte nach einem Teaser eine erste Staffel realisiert werden. Anstatt eines Drehbuchs benutzte man eine sogenannte Drehfibel, die den Schauspielern die Möglichkeit zum freien Improvisieren und Einbringen eigener Ideen gab. Die Integrationslehrerin (gespielt von Beatriz Gottschalk, die tatsächlich diesem Beruf nachgeht), Andreas Bursche von 1 Live und Wolfgang Bosbach (beide als sie selbst) tragen zur Glaubwürdigkeit bei.
Alle sechs Hauptdarsteller haben einen Migrationshintergrund, was ihren Rollen Authentizität verleiht. Natalia Bobyleva, Jasin und Samy Challah leben und arbeiten als Schauspieler in Köln, Mirijam Verena Jeremic, Selam Tadese und Halima Ilter sind Schauspieler aus Berlin. Die Schauspielbrüder Jasin und Samy Challah haben bereits gemeinsam in dem Kurzfilm Die Bewerber gespielt, ebenfalls produziert von eitelsonnenschein.

## Ehrungen und Auszeichnungen
- 2015 Nominiert für den Grimme-Preis in der Kategorie „Serien & Mehrteiler“.[3]
- 2015 Ausgezeichnet von der Deutschen Akademie für Fernsehen in der Kategorie „Beste Fernseh-Unterhaltung“.[4]